# Hashtrud
Hashtrud (farsi هشترود) è il capoluogo dello shahrestān di Hashtrud nell'Azarbaijan orientale.